# Medycyna transportu
Medycyna transportu – dziedzina wiedzy lekarskiej, zajmująca się diagnozowaniem i leczeniem chorób związanych z transportem oraz zagadnieniami dotyczącymi badań profilaktycznych, oceną ryzyka zawodowego. Była to podstawowa specjalność lekarska trwająca 5 lat.

## Historia
Specjalizacja została wyodrębniona w 1999 r. Powstała z połączenia medycyny lotniczej, morskiej i tropikalnej oraz kolejowej, (które wcześniej istniały jako odrębne specjalizacje) hiperbarycznej, drogowej i podróży.

## Zagadnienia i uprawnienia lekarza medycyny transportu
Dziedzina ta łączy w sobie praktykę i diagnozę chorób z zakresu:
- medycyny pracy,
- medycyny morskiej,
- medycyny tropikalnej,
- medycyny podróży i turystyki,
- medycyny lotniczej,
- medycyny hiperbarycznej,
- medycyny kolejowej,
- medycyny transportu drogowego,
- epidemiologii.

Do uprawnień lekarza medycyny transportu należy:
- orzekanie w sprawach spornych (sądowych, ubezpieczeniowych, lekarskich)
- orzekanie o niezdolności do pracy, czy potrzebie rehabilitacji
- wystawianie opinii i zaświadczeń osobom związanych z transportem

## Choroby diagnozowane przez lekarza medycyny transportu
- choroba wysokościowa,
- nadciśnienie oddechowe,
- choroba dekompresyjna,
- choroba powietrzna,
- choroba morska,
- choroba lokomocyjna,
- choroby tropikalne,
- oraz inne, które wystąpiły podczas korzystania, bądź pracy związanej ze środkami transportu

Do lekarza medycyny transportu konieczne jest skierowanie, które może wystawić lekarz medycyny rodzinnej lub zakład pracy.